# کالج سلطنتی موسیقی
کالج سلطنتی موسیقی لندن یک کنسرواتوار موسیقی در شهر لندن است که در سال ۱۸۸۲ میلادی تأسیس شده‌است.
ساختمان کالج در منطقه کنزینگتون جنوبی و در همسایگی کالج سلطنتی لندن، موزه علوم لندن، موزه تاریخ طبیعی لندن و موزه ویکتوریا و آلبرت قرار دارد. پشتوانه مالی این کالج ۲۲٫۳ میلیون پوند است.

## نگارخانه

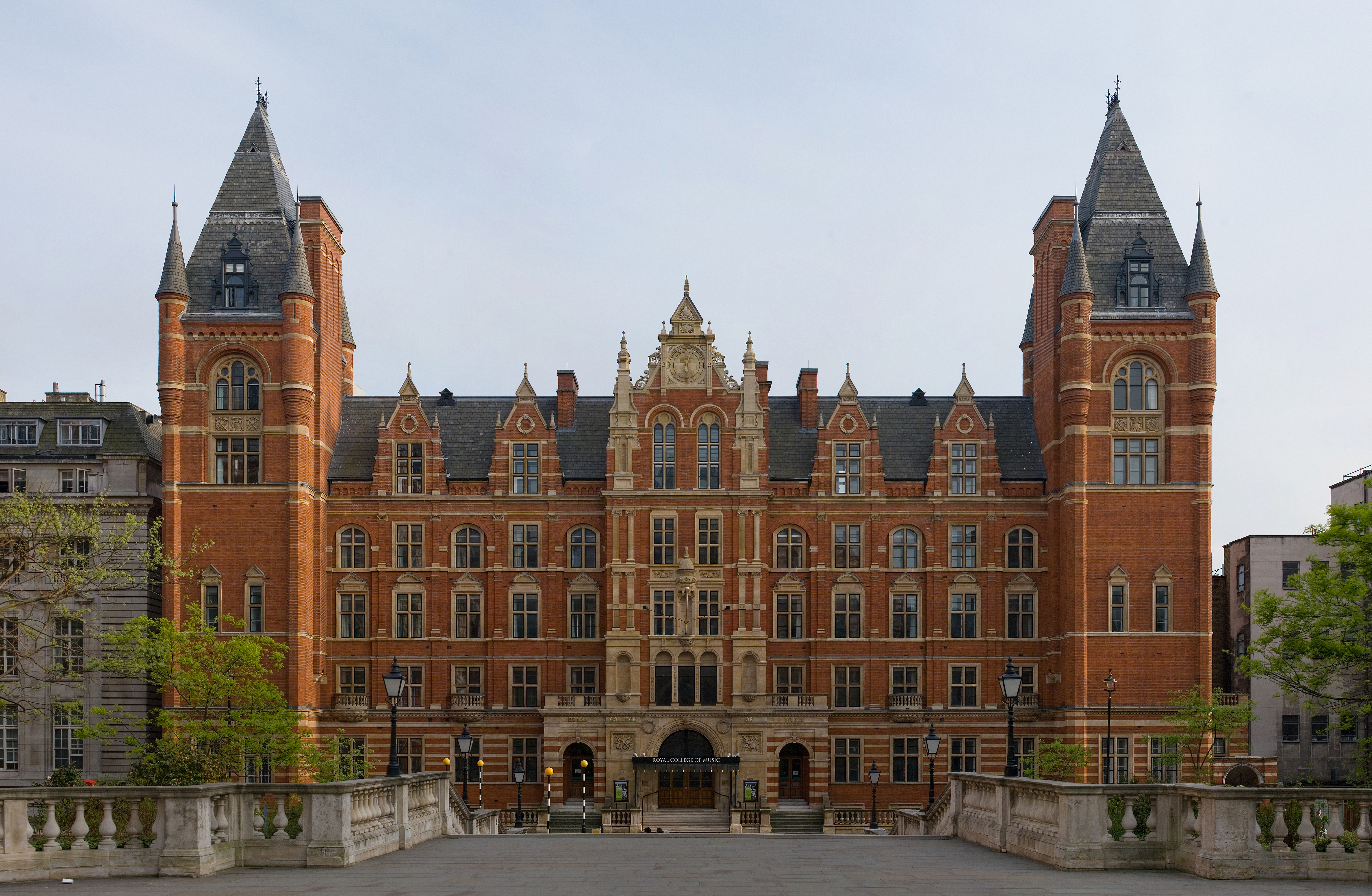
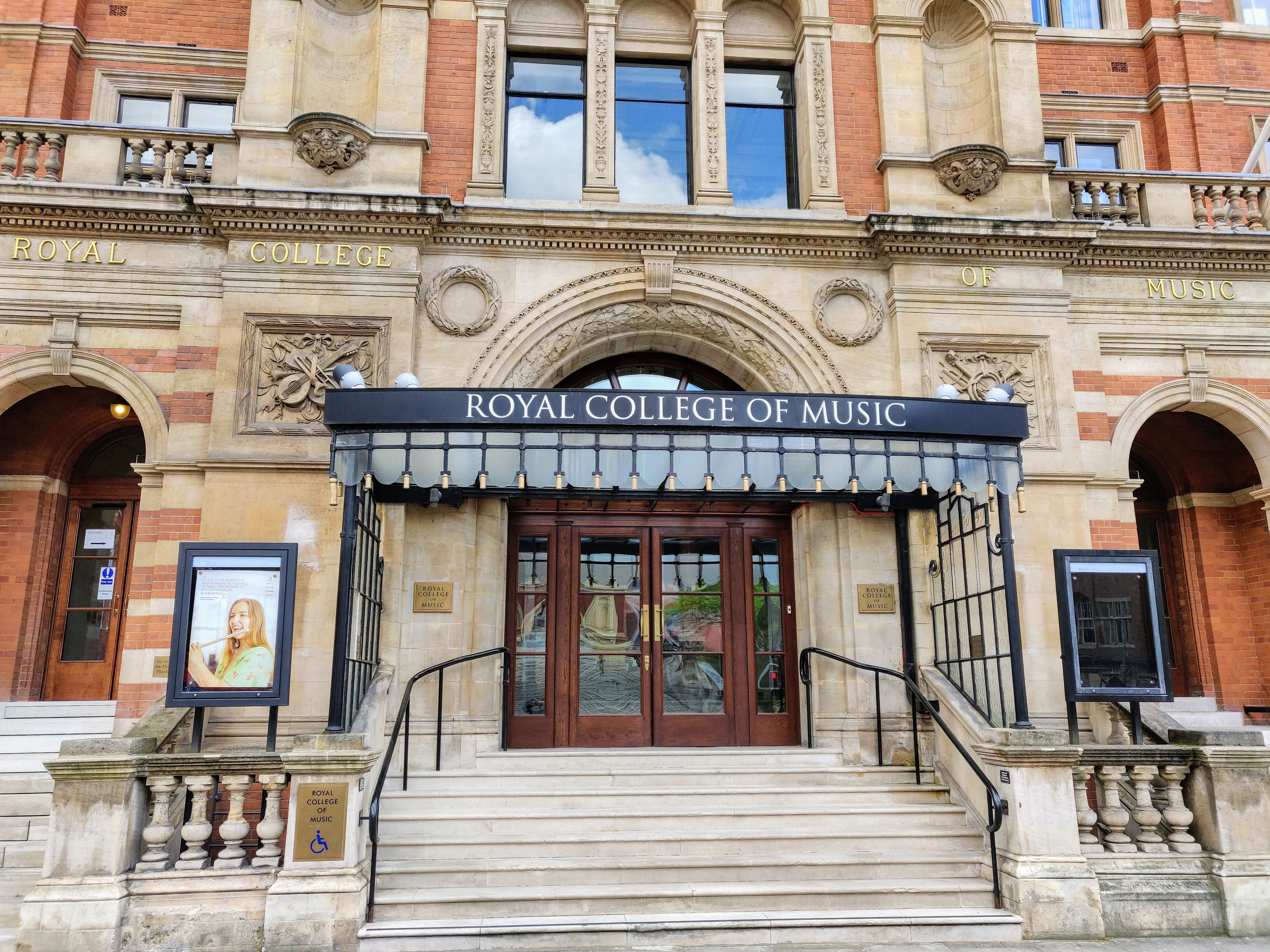

## افراد مشهور کالج
- رالف وان ویلیامز
- گوستاو هولست
- بنجامین بریتن
- اندرو لوید وبر